# Menonitas en México
Los menonitas en México pertenecen a dos grupos: por un lado, a la minoría de mexicanos que se convirtieron a dicha religión a partir de la labor de los misioneros menonitas de América del Norte que comenzaron a trabajar en México en los años 1960, y por el otro, a los descendientes de los menonitas de origen germano provenientes de Canadá y Estados Unidos a partir de 1922, los cuales a su vez son mayoritariamente descendientes de los menonitas de Rusia.

## Historia
El movimiento tuvo su origen en 1525 en Zúrich, Suiza, durante la reforma protestante. Este rápidamente se extendió a los Países Bajos y el norte de Alemania. Los menonitas de esos últimos lugares, en el siglo XVI, migraron hacia el delta del río Vístula, en el Reino de Prusia (actual Polonia), en busca de una mayor tolerancia religiosa. Tomaron su nombre de Menno Simons, un sacerdote de la Iglesia católica que repensó su fe. Al principio fueron conocidos como los "seguidores de Menno", pero pronto se los llamó "menonitas" a secas. Uno de los principios más importantes de los menonitas es el rechazo a la imposición del bautismo a los recién nacidos, ya que estos aún no cuentan con el discernimiento necesario para tomar dimensión del bautismo en sí. Los menonitas se incluyen en el grupo de los anabaptistas y, por tanto, de los cristianos protestantes.
En la segunda mitad del siglo XVIII la emperatriz o zarina, Catalina II La Grande de Rusia, invitó a muchos alemanes a poblar el Imperio ruso, sobre todo en la región del río Volga. Años más tarde, los menonitas radicados en Prusia también se sumaron a la invitación y fundaron colonias menonitas tanto en la región del río Volga como en la zona de Crimea, la cual había sido conquistada al Imperio otomano y sumada así al Imperio ruso, bajo el nombre de Nueva Rusia (actual Ucrania). El primer asentamiento menonita fundado en esta última región fue la colonia Chortitza. 
Sin embargo, tras un siglo viviendo en el Imperio ruso, el gobierno comenzó a aplicar diversas políticas de rusificación forzosa (idioma ruso, renombramiento de las colonias en idioma ruso, etc.), además de sumar la obligatoriedad del servicio militar, lo que provocó que importantes contingentes de menonitas comenzaran a emigrar hacia países del continente americano, principalmente Canadá y Estados Unidos, lugares desde los que con los años se extendieron a México, Belice (menonitas en Belice), Bolivia (menonitas en Bolivia), Paraguay (menonitas en Paraguay), Brasil (menonitas en Brasil) y Argentina (menonitas en Argentina).
Más tarde, durante la dictadura de Stalin, los alemanes étnicos de Rusia sufrieron la confiscación de todos sus bienes y fueron deportados a campos de concentración gulags ubicados en Siberia y Asia Central, lo que produjo un genocidio. La población remanente de alemanes étnicos de Ucrania, además, fue sometida a hambrunas forzadas (Holodomor).
El 9 de septiembre de 1941 todos los habitantes remanentes de las colonias menonitas de la región del Volga como Friedenheim, Köppental (am Mius), Orlof, etc., por orden de Stalin, fueron deportados a campos de trabajos forzados gulags ubicados en la región de Novosibirsk. Lo mismo sufrieron el resto de los alemanes étnicos de Rusia de otras regiones de la Rusia soviética.
Durante la Segunda Guerra Mundial, el ejército alemán logró salvar a varios miles de menonitas en su avance sobre tierras soviéticas, los que así pudieron emigrar hacia Alemania y, desde allí, a diferentes países del continente americano.

## En México

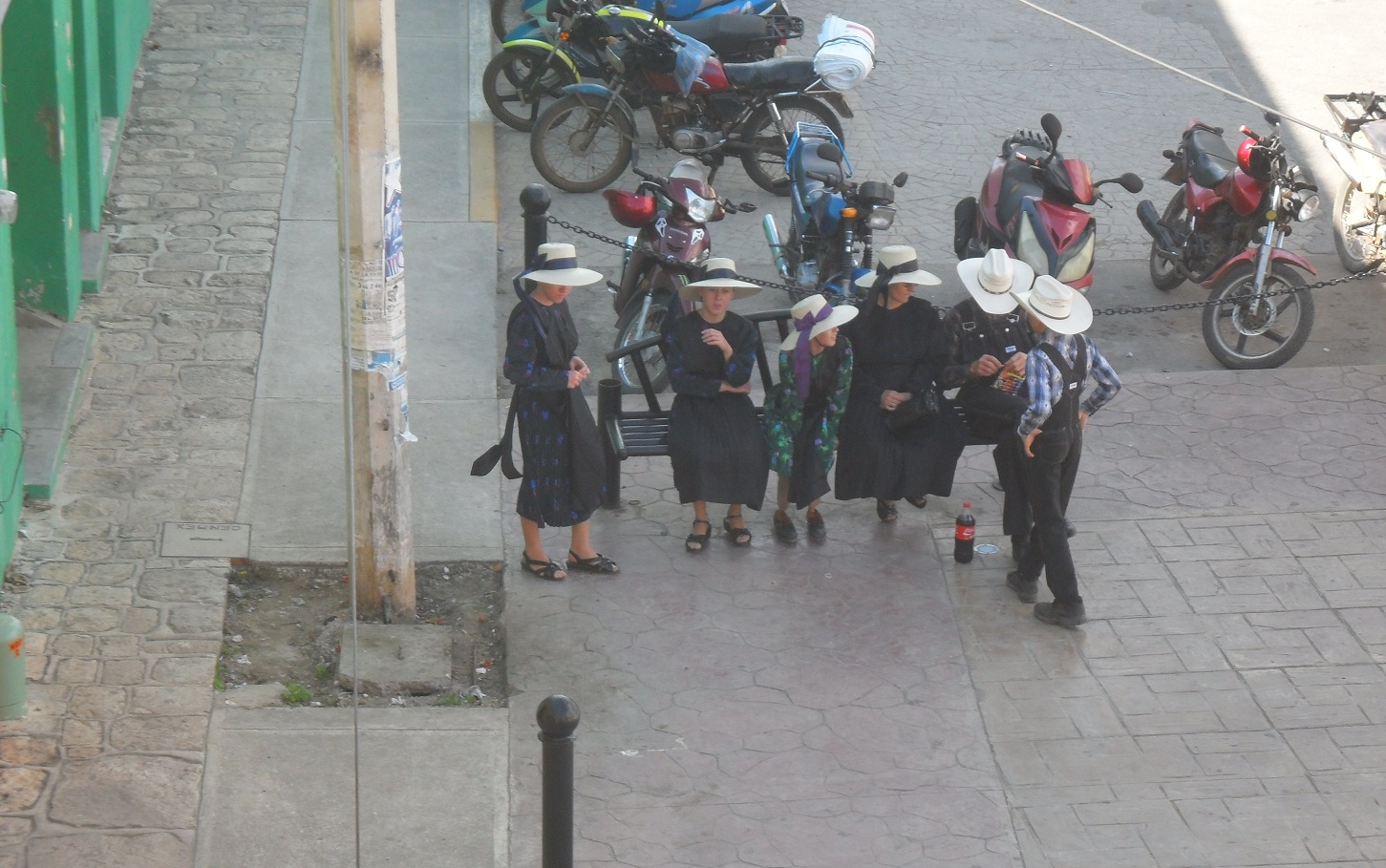
Menonitas en Hopelchén. El estado de Campeche cuenta con la mayor comunidad de menonitas en el sur de México.

Originalmente casi la totalidad de la población menonita de origen germano se ocupa de labores agrícolas, destacando la producción de cereales, frutales y hortalizas. Asimismo, dominan la conserva de frutos y vegetales y el embutido de carnes frías, saladas y ahumadas.
En 1922 se inició la inmigración con la llegada de 3000 personas (que se establecieron en su totalidad en el estado de Chihuahua), luego de ser invitados a México por el gobierno de Álvaro Obregón que cubrió los gastos de traslado. Para 1927 ya se habían establecido 10 000 menonitas en México, repartidos entre los estados de Chihuahua, Durango y Guanajuato. Solo entre 2012 y 2017, se estima que al menos 30 000 menonitas mexicanos emigraron a Canadá.
Hoy en día hay menonitas en casi todos los estados mexicanos e inclusive en la Ciudad de México, pero las comunidades más arraigadas se han establecido en Chihuahua, Durango, San Luis Potosí, Sinaloa, Sonora, Zacatecas, Campeche, Quintana Roo y Tamaulipas. Recientemente se han ido desplazando a otros estados donde no había comunidades como Baja California, Oaxaca, Tabasco y Yucatán; y se estiman unos 120.000 menonitas en todo el territorio nacional, de los cuales más de 90.000 están establecidos en Chihuahua, y unos 6500 en Durango. La población en 2022 era de 74 122.
Los enviados habían hecho valiosos contactos con funcionarios del gobierno mexicano, uno de ellos era Arturo J. Braniff, cuñado del presidente Álvaro Obregón. Braniff era representado en Canadá por J.F. Wiebe. Los grupos interesados en establecerse en México y que integraron la delegación que vino a México a concretar el acuerdo con el gobierno fueron Klaas Heide, Cornelius Rempel y el Reverendo Julius Loewen, el Reverendo Johan Loeppky y Benjamín Goertzen, y David Rempel, quien se hizo cargo de la crónica del viaje.

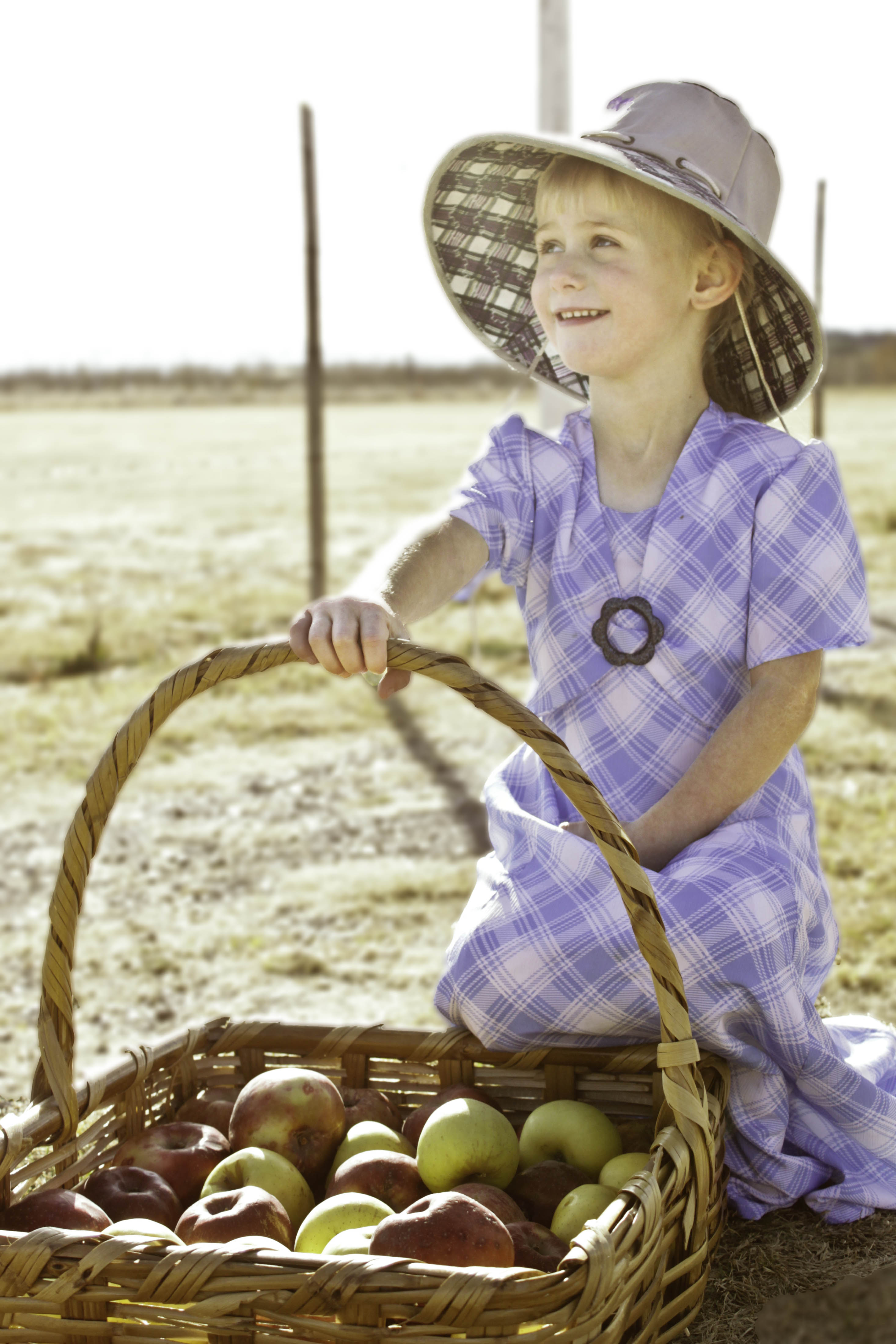
Niña menonita en Cuauhtémoc, Chihuahua.

En su crónica, Rempel narró las peripecias vividas durante el viaje y dijo que el 24 de enero de 1922 partieron de la colonia Rosenfeld, ubicada en la provincia canadiense de Manitoba, para dirigirse a Winnipeg. En enero 25 arreglaron sus trámites migratorios con el gobierno norteamericano y obtuvieron las visas del cónsul mexicano para viajar a El Paso, Texas. El 30 de enero en El Paso los contactó el Sr. J.F. Wiebe quién los condujo a Tucsón, Arizona a entrevistarse con el Sr. Enlow quien tenía en comisión tierras en el noroeste de México. El 2 de febrero, el Sr. Enlow los condujo de Tucsón a Nogales (Arizona) donde realizaron los trámites migratorios y se internaron en el estado mexicano de Sonora.
El 1 de marzo de 1922, salió de Manitoba, Canadá, el primero de los seis trenes que contrataron los menonitas a un costo de 30.000 dólares por cada uno para transportarlos hasta México, llegando a San Antonio de los Arenales (actual ciudad de Cuauhtémoc, en el estado de Chihuahua) el día 8 del mismo mes. En total arribaron 9.263 personas que se distribuyeron: 8.025 en lo que hoy es el Municipio de Cuauhtémoc, 511 en el Municipio de Namiquipa y 727 en el Municipio de Riva Palacio; los tres municipios localizados en el estado de Chihuahua.
Cada familia traía, además de sus pertenencias personales, su menaje de casa, carros de transporte, caballos de tiro, vacas lecheras, pollos, gansos, cerdos, implementos agrícolas, semillas para siembra, maderas y materiales para construcción de sus casas y la nada despreciable cantidad de 15 millones de pesos. Se organizaron en dos colonias: Manitoba de Chihuahua conformada por 42 campos numerados del 1 al 42 y Swift Current (como la ciudad canadiense del mismo nombre) conformada por 17 campos numerados del 101 al 117.
Las tierras legalmente fueron adquiridas por dos compañías y fue a través de ellas que se les entregó la porción correspondiente a cada familia consistente en alrededor de 40 acres. Esas compañías son las que hasta la fecha poseen legalmente las tierras, y ellas son las que pagan las contribuciones estatales y municipales mismas que a su vez cobran a los colonos.
El estado de Chihuahua, celebra 100 años de la llegada de los menonitas, procedentes de Manitoba, Canadá, en tierras del extenso municipio de Cuauhtémoc; la celebración duró varios días para dar a conocer los aportes culturales, técnicos y agrícolas de la mayor comunidad de menonitas del mundo.